# Sévaré

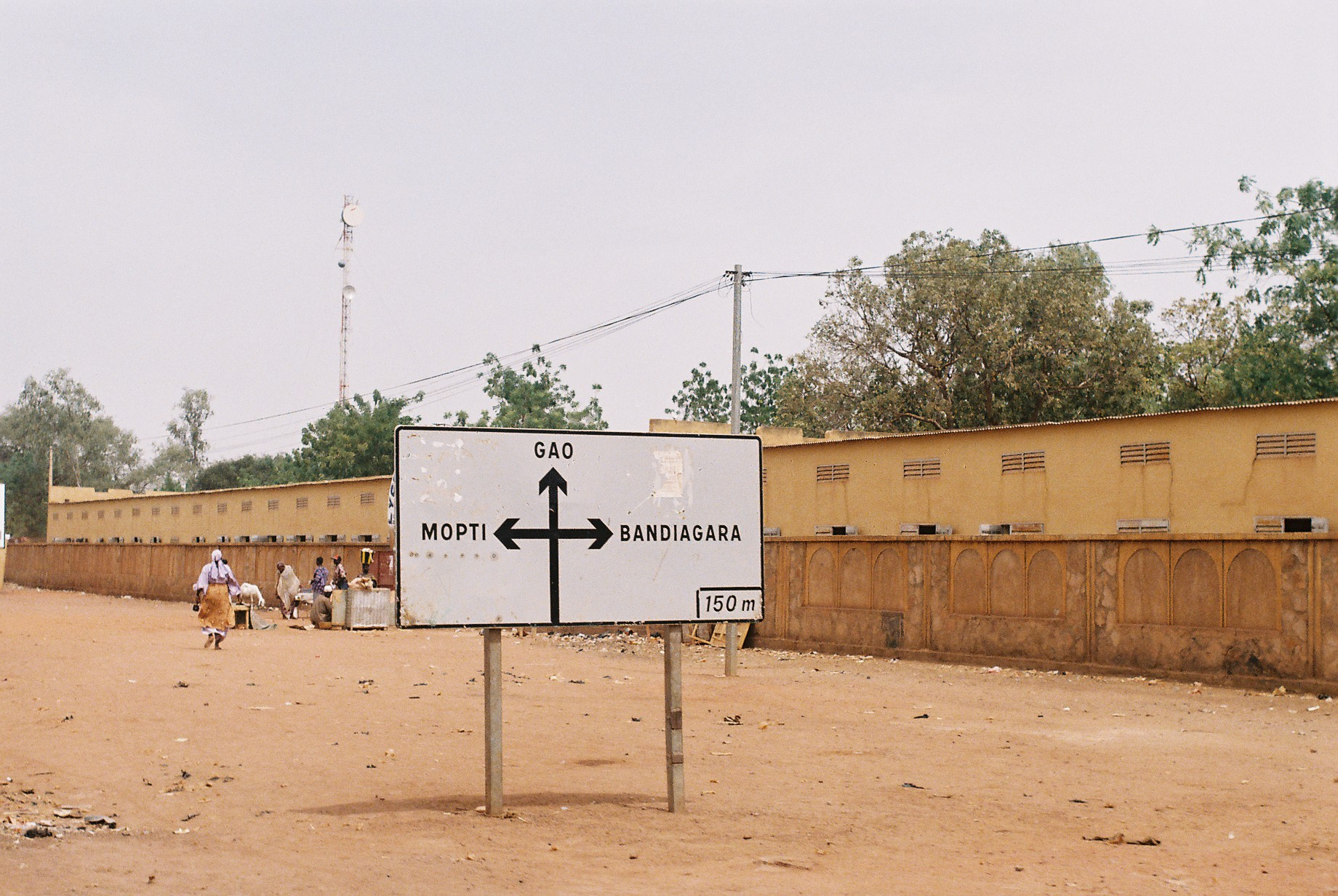
Sévaré es troba a la cruïlla de dues grans rutes de Mali

Sévaré és un poble situat a l'est dins la regió de Mopti al centre de Mali. Té uns 40.000 habitants.
Sévaré va ser fundada per l'ètnia Bobo i es deia « Se Wawaré ».
L'aeroport internacional de Mopti Ambodédjo, el camp militaire i el Liceu (lycée) es troben a Sévaré.

## Turisme
La ciutat de Sévaré és un punt per on passa gran part del turisme que visita Mali. Es troba prop del país dels Dogons. També es pot arribar a Tombouctou pel riu Níger.